# 张力原纤维
张力原纤维（英語：tonofibril）是上皮組織中的胞質蛋白結構，聚集在橋粒和半桥粒上，由錨定在細胞骨架上皮細胞中的細纖維組成。张力原纤维由鲁道夫·海登海因发现，于1897年由路易-安托万·朗维埃首次进行详细描述。

## 組成
张力原纤维是由张力丝（英語：tonofilament）构成的。张力丝与桥粒相连，是一种由角蛋白构成的直径为10纳米的中间丝。